# Béla Bodonyi
Béla Bodonyi (ur. 14 września 1956 w Jászdózsa) – węgierski piłkarz występujący na pozycji napastnika.

## Kariera klubowa
Bodonyi zawodową karierę rozpoczynał w 1974 roku w zespole Debreceni Vasutas. Spędził tam 2 lata. W 1976 roku odszedł do Honvédu Budapeszt. Jego barwy reprezentował przez 11 lat. W tym czasie zdobył z nim 4 mistrzostwa Węgier (1980, 1984, 1985, 1986) oraz Puchar Węgier (1985). W 1987 roku wrócił do ekipy Debreceni Vasutas, która nosiła teraz nazwę Debreceni MVSC. W 1988 roku Bodonyi wyjechał do Szwajcarii, by grać w tamtejszym FC Bulle. W 1992 roku odszedł do FC Fribourg, gdzie w 1993 roku zakończył karierę.

## Kariera reprezentacyjna
W reprezentacji Węgier Bodonyi zadebiutował 17 października 1979 roku w wygranym 3:1 spotkaniu eliminacji Mistrzostw Europy 1980 z Finlandią. 24 września 1980 roku w zremisowanym 2:2 towarzyskim pojedynku z Hiszpanią strzelił pierwszego gola w zespole narodowym.
W 1982 roku został powołany do kadry na Mistrzostwa Świata. Nie zagrał jednak na nich w żadnym meczu. Z tamtego turnieju Węgry odpadły po fazie grupowej. W latach 1979–1985 w drużynie narodowej Bodonyi rozegrał w sumie 27 spotkań i zdobył 5 bramek.